# Pavlíkov
Pavlíkov település Csehországban, Rakovníki járásban. Pavlíkov Senec, Hracholusky, Lužná, Lubná, Nezabudice, Slabce, Pustověty, Hvozd, Velká Buková, Rakovník, Hřebečníky, Lašovice, Nový Dům, Panoší Újezd és Všetaty településekkel határos. Lakosainak száma 1073 fő (2024. január 1.).

## Népesség
A település lakosságának változását az alábbi diagram mutatja:
| Lakosok száma | 1790 | 1890 | 1918 | 1445 | 1097 | 1007 | 1057 | 1049 | 1045 | 1073 |
|               | 1869 | 1890 | 1921 | 1950 | 1980 | 2001 | 2017 | 2019 | 2022 | 2024 |